# ۶۳۳ (پیش از میلاد)
۶۳۳ (پیش از میلاد) ۶۳۳مین سال قبل از تقویم میلادی است.